# هیبرنیا

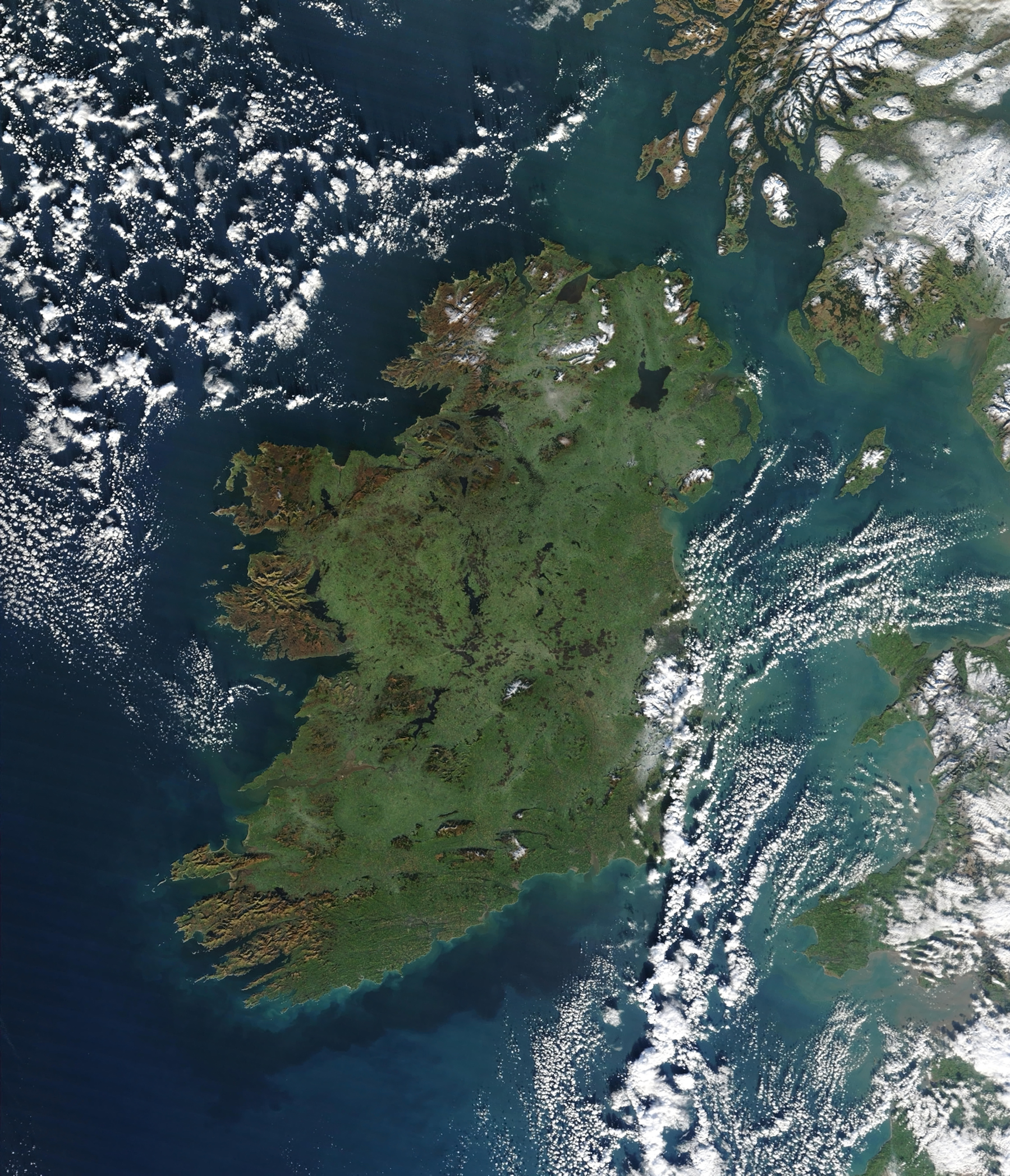
تصویر ماهواره ای ایرلند

هایبرنیا (لاتین: [(h) ɪˈbɛr.n̪i.a]) نام لاتین کلاسیک ایرلند است. نام هایبرنیا از گزارش‌های جغرافیایی یونانیان گرفته شده‌است. پوتئاس هنگام کاوش در شمال باختری اروپا (پیرامون ۳۲۰ پیش از میلاد) ،این جزیره را Iérnē (نوشته: Ἰέρνη) نامید.
بطلمیوس در کتاب خود «جغرافیا» (پیرامون ۱۵۰ پس از میلاد) جزیره را Iouerníā (نوشته: Ἰουερνία ، که در آن ου/ou به‌جای w نشسته‌است) نامید.
تاسیتوس تاریخ‌نگار رومی در کتاب آگریکولا (پیرامون ۹۸ میلادی) نام هیبرنیا را بکار برده‌است. 
واژهٔ «Ἰουερνία Iouerníā» ِیک ترجمهٔ یونانی از نامِ سلتی « *Īweriū» بود که سرانجام از درون آن، نام‌های ایرلندی «Ériu» و «Éire» پدید آمد. این نام در زبان لاتین (تحت تأثیر واژهٔ hībernus) دیگرگون شد ، گویی به معنای «سرزمین زمستان» بود ، اگرچه واژهٔ زمستان با «I» کشیده آغاز می‌شد.